# Titiotus
Genre
Titiotus est un genre d'araignées aranéomorphes de la famille des Zoropsidae.

## Distribution
Les espèces de ce genre sont endémiques de Californie aux États-Unis,.

## Liste des espèces
Selon World Spider Catalog (version 17.0, 21/05/2016) :
- Titiotus californicus Simon, 1897
- Titiotus costa Platnick & Ubick, 2008
- Titiotus flavescens (Chamberlin & Ivie, 1941)
- Titiotus fresno Platnick & Ubick, 2008
- Titiotus gertschi Platnick & Ubick, 2008
- Titiotus hansii (Schenkel, 1950)
- Titiotus heberti Platnick & Ubick, 2008
- Titiotus humboldt Platnick & Ubick, 2008
- Titiotus icenoglei Platnick & Ubick, 2008
- Titiotus madera Platnick & Ubick, 2008
- Titiotus marin Platnick & Ubick, 2008
- Titiotus roadsend Platnick & Ubick, 2008
- Titiotus shantzi Platnick & Ubick, 2008
- Titiotus shasta Platnick & Ubick, 2008
- Titiotus tahoe Platnick & Ubick, 2008
- Titiotus tulare Platnick & Ubick, 2008

## Publication originale
- Simon, 1897 : Histoire naturelle des araignées. Paris, vol. 2, p. 1-192 (texte intégral).